# Алсенц
Алсенц (њем. Alsenz) општина је у њемачкој савезној држави Рајна-Палатинат. Једно је од 81 општинског средишта округа Донерсберг. Према процјени из 2010. у општини је живјело 1.735 становника. Посједује регионалну шифру (AGS) 7333003.

## Географија
Алсенц се налази у савезној држави Рајна-Палатинат у округу Донерсберг. Општина се налази на надморској висини од 224 метра. Површина општине износи 12,9 km².

## Становништво
У самом мјесту је, према процјени из 2010. године, живјело 1.735 становника. Просјечна густина становништва износи 135 становника/km².